# آنا بيرناردينو
آنا بيرناردينو هي مغنية برازيلية، ولدت في عقد 1980.
وإحدى المغنيات الجديدات في فرقة بايلي فانك البرازيلية بوندي دو روليه. تمت إضافتها إلى الفرقة بعد برنامج البحث عن المواهب على قناة MTV البرازيلية.